# Galathea-expedities

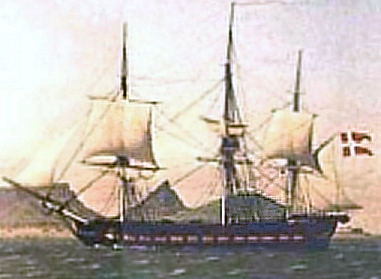
Het korvet Galathea waarmee de eerste expeditie werd uitgevoerd en waarnaar de andere twee werden vernoemd

De Galathea-expedities zijn drie Deense wetenschappelijke reizen die ondernomen werden in de negentiende, twintigste en eenentwintigste eeuw. De expedities werden uitgevoerd met schepen van de Deense marine en zij reisden rond de wereld op goeddeels dezelfde routes.

## Eerste expeditie
De eerste expeditie werd op initiatief van koning Christiaan VIII uitgevoerd tussen 1845 en 1847. De expeditie had als eerste hoofddoel de overdracht van Deens-Oost-Indië, dat aan de Britse Oost-Indische Compagnie was verkocht. Daarnaast was van belang het verkennen en herkoloniseren van de Nicobaren, Deens bezit in de Indische Oceaan. Nevendoelen van de onderneming waren uitbreiding van de handelscontacten met China en het aanleggen van diverse wetenschappelijke collecties.

### Bemanning en reis
Tot de expeditieleden behoorden de arts en botanicus Ferdinand Didrichsen, de entomoloog Carl Kiellerup, de geoloog Hinrich Rink, de botanicus Bernhard Kamphǿvener en de zoölogen Wilhelm Behn en Johannes Theodor Reinhardt. Ook reisden een schilder en een tekenaar en verscheidene assistenten mee. Het budget van de onderneming was aanzienlijk: er was een bedrag mee gemoeid dat overeenkwam met 3% van de staatsbegroting uit die tijd.
De reis werd gemaakt met de Galathea, een Deens marinekorvet uit 1831. Het schip van 43 meter lengte telde voor de expeditie een bemanning van maar liefst 231 koppen en vertrok met proviand voor een jaar. Het schip zeilde eerst rond Afrika naar India, waar werd afgemeerd in onder meer Madras en Calcutta. De eerste maanden van 1846 werden volledig in de Nicobaren doorgebracht, waar verkenningen werden uitgevoerd en collecties aangelegd. Er werd een begin gemaakt met de bouw van een nieuwe kolonie, waar onder meer de geoloog Rink achterbleef.
Aansluitend zeilde de Galathea naar Singapore, Batavia en Manilla, waarna de expeditie naar China reisde. Daar werden onder meer de havensteden Hongkong, Kanton en Shanghai aangedaan. Het schip zeilde daarna via de Hawaïaanse eilanden en Tahiti naar Valparaíso, Callao en Lima in Zuid-Amerika, rondde Kaap Hoorn en meerde nog af in Montevideo en Rio de Janeiro. Op 24 augustus 1847, twee jaar en twee maanden na vertrek, keerde de expeditie in Kopenhagen terug.

### Wetenschappelijke resultaten
De expeditie bracht 93 kisten met zoölogische, botanische en geologische objecten mee terug. Ook waren er 21 kisten met volkenkundig materiaal, hoofdzakelijk uit Java, plus ettelijke geschenken van wetenschappelijke collega's uit de bezochte steden. Het was de intentie van Koning Christiaan om de gehele collectie wetenschappelijk te laten ontsluiten. Deze overleed echter in 1848 en kort daarna raakte Denemarken verwikkeld in de Eerste Duits-Deense Oorlog. Uiteindelijk werd de inhoud van de meeste kisten niet of nauwelijks geraadpleegd en werd er, op enkele uitzonderingen na, weinig over gepubliceerd.

## Tweede expeditie
Er waren plannen voor een tweede expeditie die honderd jaar na de eerste uitgezonden moest worden, maar de Tweede Wereldoorlog zorgde voor vertraging. In 1945 werd de Deense Expeditie Stichting opgericht om fondsen te werven voor deze en andere wetenschappelijke expedities. De Deense marine kocht voor de gelegenheid het Britse korvet Leith en herdoopte haar in HDMS Galathea. De expeditie vond plaats tussen 1950 en 1952 en had diepzee-oceanografie als hoofddoel, maar er werd ook werk op het gebied van de etnografie verricht. De tweede expeditie legde zo goed als hetzelfde traject af als de eerste, maar maakte gebruik van het Panamakanaal in plaats van rond Zuid-Amerika te varen.

### Resultaten
Tijdens de expeditie werden verscheidene soorten vissen ontdekt, waaronder de Antipodocottus galatheae en de Abyssobrotula galatheae. Ook werden exemplaren van de Monoplacophora (mutsweekdieren) opgedregd, terwijl eerder was aangenomen dat deze soort was uitgestorven. De grootste ontdekking die de expeditie voortbracht, was het aantonen van rankpootkreeften op een diepte van ruim 10.000 meter in de Filipijnentrog. Voorheen was aangenomen dat op zulke diepte geen leven kon bestaan.

## Derde expeditie

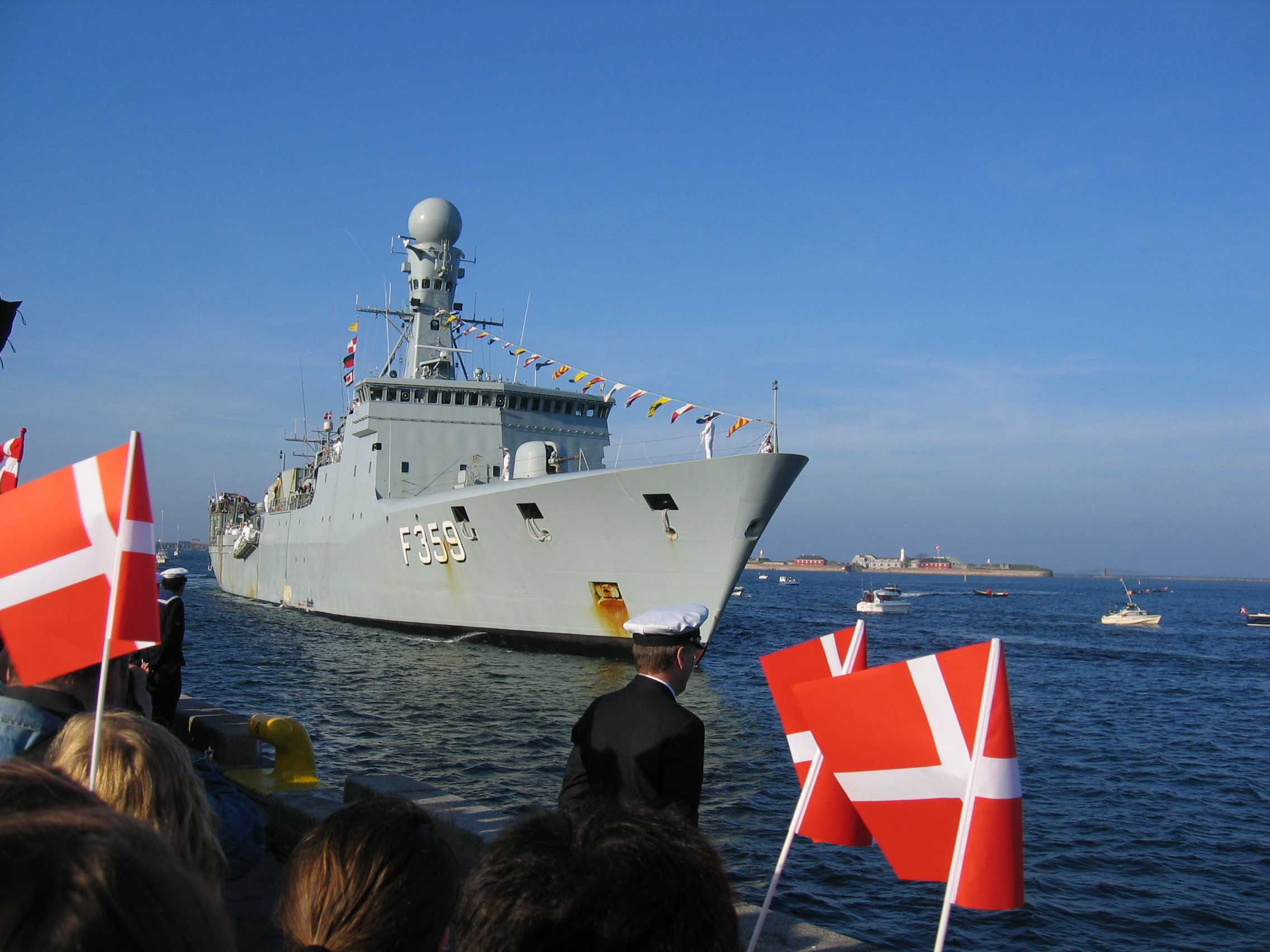
De Vædderen werd bij thuiskomst door 20.000 mensen ingehaald

In de aanloop naar de millenniumwisseling ontstond het idee van een derde Galathea-expeditie, vijftig jaar na de tweede. Het organiseren ervan had echter nogal wat voeten in de aarde en in 2006 en 2007 werd de derde versie uitgevoerd. Voor de expeditie werd het Deense patrouillefregat HDMS Vædderen ingezet, zonder dat deze werd hernoemd. Hoofddoel was het verrichten van wetenschappelijk werk in de meteorologie en mariene biologie, onderzoek naar tsunami's, aardbevingen en naar klimaatverandering.